# سپاه اول هوابرد بریتانیا
سپاه اول هوابرد بریتانیا (انگلیسی: I Airborne Corps) سپاه پیاده‌نظام نیروی زمینی بریتانیا بود، که در سال ۱۹۴۳ تأسیس شد و در سال ۱۹۴۵ منحل گردید.
تحت فرماندهی سپهبد فردریک براونینگ، سپاه یکم هوابرد در سال ۱۹۴۳ تشکیل شد و لشکر یکم هوابرد و لشکر ۶ هوابرد تحت فرماندهی آن بودند. این سپاه همچنین شامل تیپ سرویس ویژه هوایی بود. در اوت ۱۹۴۴، این سپاه در کنار سپاه هجدهم هوابرد ایالات متحده، بخشی از ارتش اول هوابرد متفقین شد.
بعدها در طول جنگ، علاوه بر لشکرهای اول و ششم هوابرد، این سپاه دارای تیپ اول سرویس ویژه، تیپ اول چتربازان لهستانی و لشکر ۵۲ پیاده نظام به عنوان یک لشکر قابل حمل هوایی تحت فرماندهی سپاه بود. سایر واحدهایی که به این سپاه اختصاص داده شدند، لشکرهای ۸۲ و ۱۰۱ هوابرد آمریکا در طول عملیات مارکت گاردن در سپتامبر ۱۹۴۴ بودند. سپهبد ریچارد نلسون گیل، که پیش از این فرماندهی لشکر ششم هوابرد را در طول نبرد نرماندی بر عهده داشت، در دسامبر ۱۹۴۴ فرماندهی این سپاه را بر عهده گرفت.